# Tăng cân

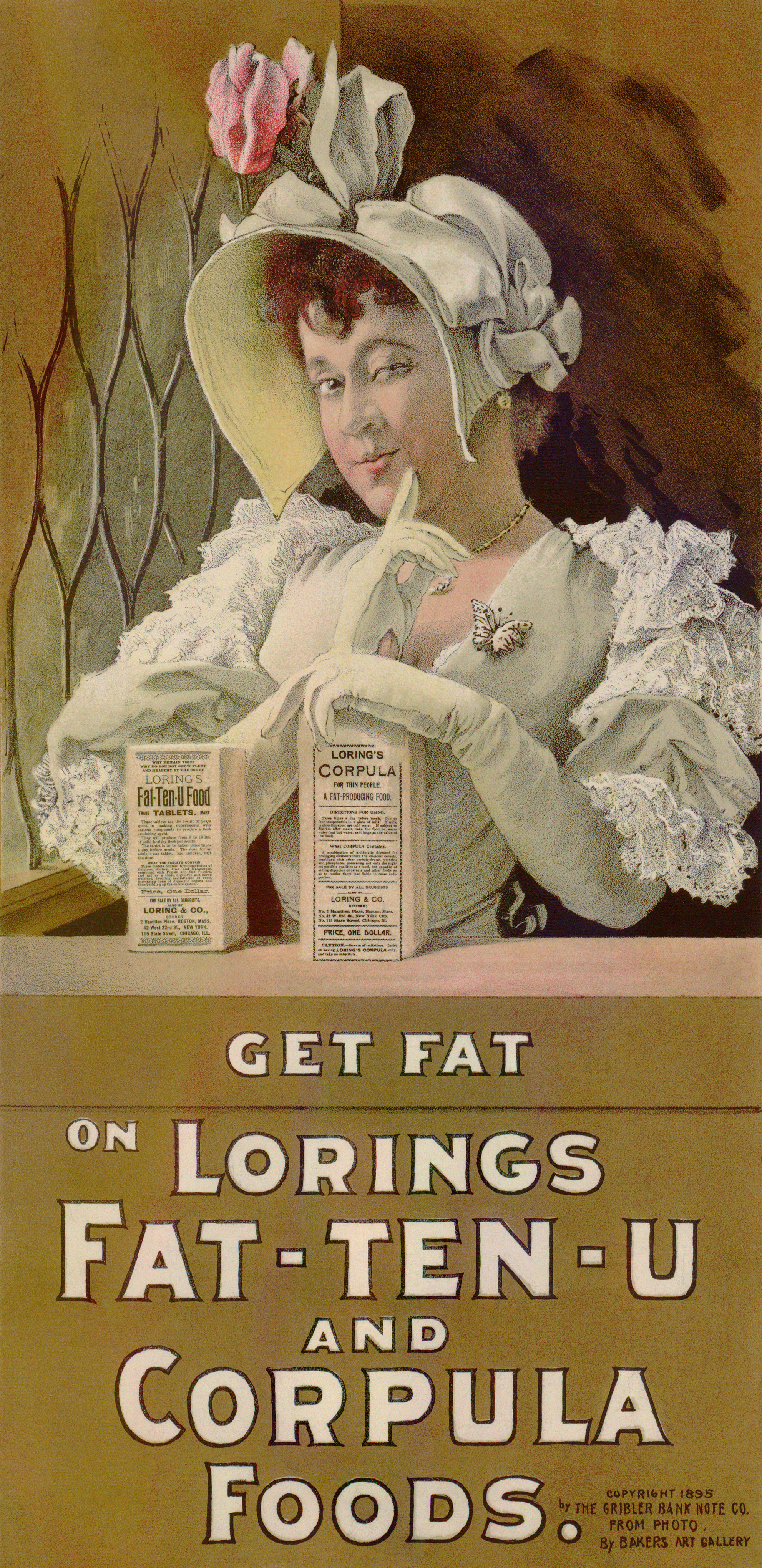
Một quảng cáo năm 1895 cho một sản phẩm tăng cân

Tăng cân là sự gia tăng trọng lượng cơ thể. Điều này có thể liên quan đến sự gia tăng khối lượng cơ bắp (tăng cơ bắp), chất béo tích tụ (tích mỡ), chất lỏng dư thừa như nước (tích nước) hoặc các yếu tố khác (ví dụ như phù nề). Tăng cân có thể là một triệu chứng của một tình trạng y tế nghiêm trọng như bị tích nước, hoặc là tiền đề cho bụng phệ, béo phì. Trong xã hội hiện nay thì khi nói đến tăng cân sẽ thường liên hệ với việc tăng mỡ, thừa cân, cơ thể mập lên, béo thêm.

## Miêu tả
Nếu tăng đủ trọng lượng do tăng lượng mỡ trong cơ thể, con người có thể trở nên thừa cân hoặc béo phì, thường được định nghĩa là có nhiều mỡ trong cơ thể (mô mỡ) hơn mức được coi là tốt cho sức khỏe. Chỉ số khối cơ thể (BMI) chia trọng lượng cơ thể cho bình phương chiều cao và xác định trọng lượng tối ưu, không đủ và quá mức dựa trên tỷ lệ này.
Tăng cân có một thời gian trễ. Hiệu quả của việc ăn uống đối với việc tăng cân có thể khác nhau tùy thuộc vào các yếu tố sau: mật độ năng lượng (calo) của thực phẩm, chế độ tập thể dục, lượng nước uống, lượng muối có trong thực phẩm, thời gian ăn trong ngày, tuổi của cá nhân quốc gia xuất xứ của cá nhân, mức độ căng thẳng chung của từng cá nhân và lượng nước giữ ở mắt cá chân/bàn chân. Thời gian trễ điển hình thay đổi từ ba ngày đến hai tuần sau khi tiêu hóa.
Có mô mỡ (mỡ) dư thừa là một tình trạng phổ biến, đặc biệt là nơi nguồn cung cấp thực phẩm dồi dào và lối sống ít vận động. Có đến 64% dân số Hoa Kỳ trưởng thành được coi là thừa cân hoặc béo phì, và tỷ lệ này đã tăng lên trong bốn thập kỷ qua.
Một "quy tắc" thường được khẳng định để tăng hoặc giảm cân dựa trên giả định rằng một pound mô mỡ của con người chứa khoảng 3.500 kilocalories (thường được gọi đơn giản là calo trong lĩnh vực dinh dưỡng). Do đó, ăn ít hơn 500 calo so với một nhu cầu mỗi ngày sẽ dẫn đến mất khoảng một pound mỗi tuần. Tương tự, với mỗi 3500 calo tiêu thụ trên mức cần thiết, khối lượng cơ thể sẽ tăng lên một pound mỗi tuần.